# Chistorra

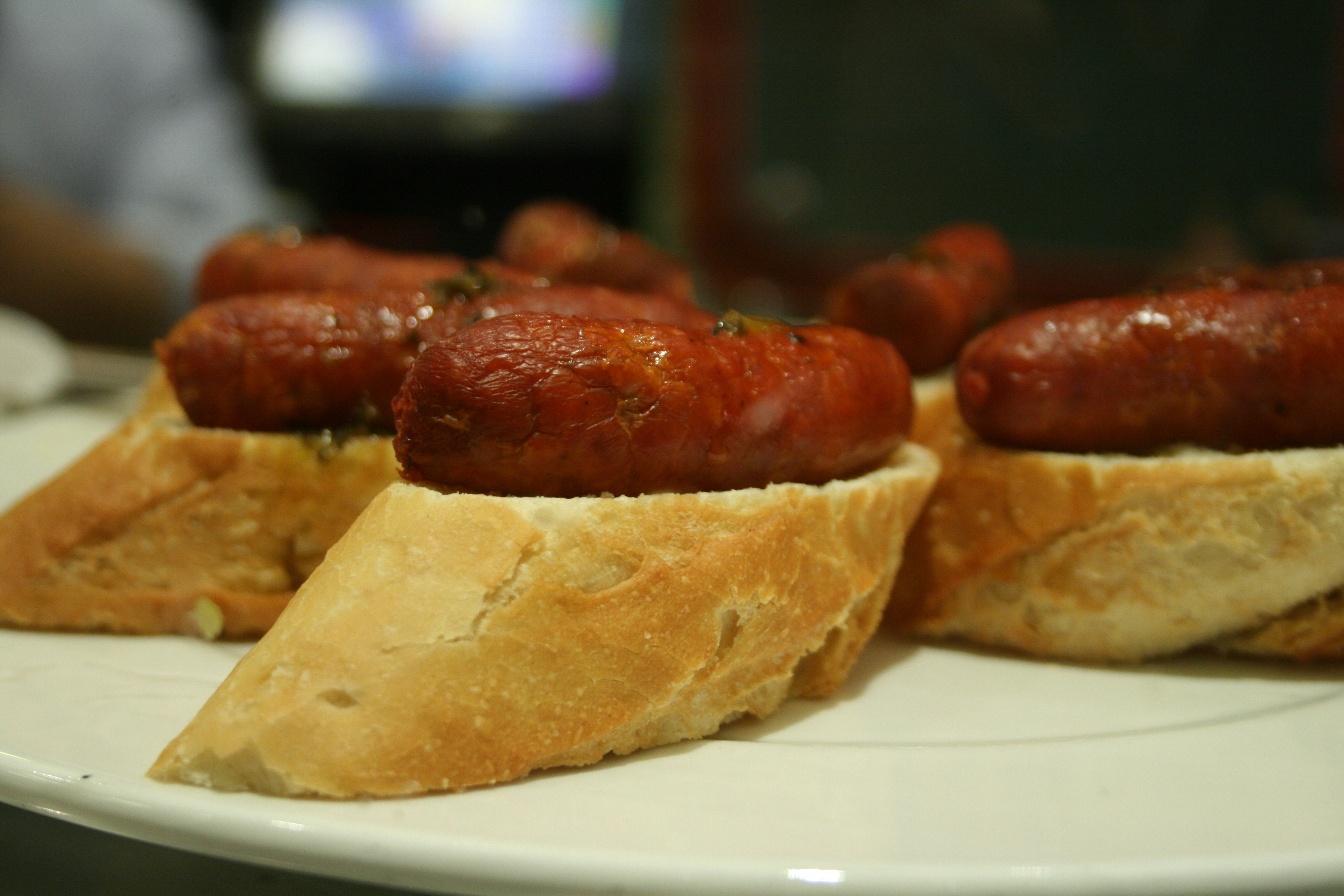
Tapa de chistorra

Die Chistorra [tʃis'tora] (spanisch; Txistorra auf Baskisch) ist eine Wurstsorte aus Navarra. Sie wird aus frischem Schweinehackfleisch oder auch aus einer Mischung aus Schweine- und Rinderhack hergestellt. Hinzugefügt werden Fett, Knoblauch, Salz, Paprika und aromatische Kräuter wie Petersilie. Die Chistorra wird gebraten oder auf dem Grill zubereitet.

## Eigenschaften und Besonderheiten
Typisch für die Chistorra ist der hohe Fettanteil von ca. 70 – 80 %, je nach Kategorie. Die charakteristische dunkelrote Farbe verdankt diese Wurst dem Zusatz von Paprika. Die Chistorra ist deutlich dünner als die Chorizo und sollte einen Durchmesser von unter 25 mm haben. Normalerweise ist sie ca. 40 cm lang, aber es werden auch Chistorras mit fast einem Meter Länge angeboten.

## Herstellung und Ursprung
Die Chistorra wird nach der Herstellung aus den o. a. Zutaten nur kurz abgehangen; schon nach 24 Stunden Lagerung zwischen 2 und 8 °C ist sie ausreichend gereift. Sie wird im Natur- oder Kunstdarm angeboten.
In den Anfängen wurde die Chistorra wahrscheinlich aus den nicht anders verwertbaren Fleischresten nach der Schlachtung (Schlachtfest) hergestellt. So wurde in Guipúzcoa vermutlich aus klimatischen oder ökonomischen Gründen, die Schlachtung kurz vor Wintereinbruch vorgenommen. In einigen Orten, wie z. B. in Lodosa in Navarra wird diese Wurst auch als birika bezeichnet, was auf Baskisch Lunge bedeutet; es ist daher wahrscheinlich, dass für die Herstellung der Chistorra Schweinelungen verwendet worden sind.
Heute kann man die Chistorra frisch in spanischen Fleischereien erwerben, aber man findet sie auch häufig in Vakuumverpackungen in spanischen Supermarktketten.

## Zubereitung
Die Chistorra wird meist gebraten oder gegrillt. In dieser Form findet man sie oft als Bestandteil anderer Gerichte. Das beliebte spanische Huevos rotos con chistorra y patatas (zerbrochene Eier mit Chistorra und Kartoffeln) besteht neben der Wurst aus einem Spiegelei und Bratkartoffeln oder Pommes frites. Auch wird diese Wurst zusammen mit einem Omelett angeboten (tortilla (francesa) con chistorra).
Auch wenn die Wurst als Ganzes gebraten wird, so wird sie auch, in kleine Stücke geschnitten, als Pincho de chistorra angeboten und zusammen mit Wein (Txakoli), Sidra oder Bier verzehrt. Sie wird auch in Form eines belegten Baguettes oder Brötchens, dem sogenannten bocadillo de chistorra zubereitet, oder auch direkt als Füllung in ein Croissant eingebacken (croissant preñado, "schwangeres" Croissant).

## Bräuche
Der 21. Dezember wird als Tag des Heiligen Thomas in San Sebastián gefeiert (Día de Santo Tomás). An diesem Tag werden in der ganzen Stadt Stände mit Kunsthandwerk und Besonderheiten der Region aufgestellt. Dazu zählen auch besonders die typischen Gerichte, wie der Talo (ein Maisfladen), die Chistorra und die Sidra.